# مصدر تاريخي

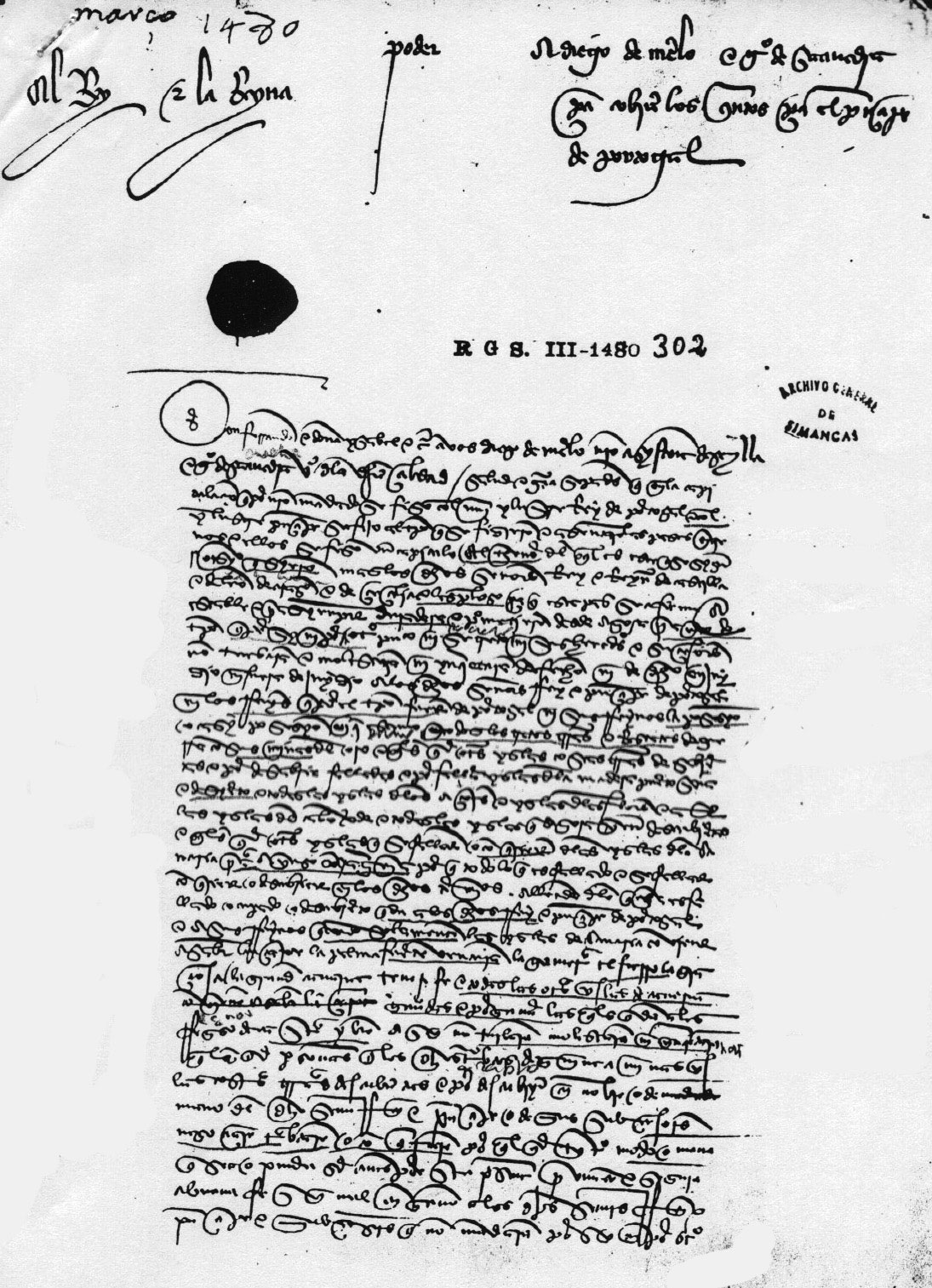
معاهدة ألكاشوفاس. إخطار مدينة إشبيلية بالمعاهدة، 14 مارس 1480. الصفحة الأولى

المصدر التاريخي هو مصدر أصلي يحتوي على معلومات تاريخية مهمة. هذه المصادر هي شيء يخبرنا عن التاريخ على المستوى الأساسي، ويتم استخدامه كدليل من أجل دراسة التاريخ.
يمكن أن تشمل المصادر التاريخية الوثائق التاريخية والتحف والمواقع الأثرية والمعالم والإرسالات الشفوية والنقوش الحجرية واللوحات والأصوات المسجلة والصور والتاريخ الشفوي. حتى الآثار والأطلال القديمة بشكل عام هي مصادر تاريخية. تشمل أنواع المصادر المصادر الأولية والمصادر الثانوية والمصادر الثالثية.

## أنواع

### مصدر ابتدائي
الخصائص المورفولوجية الطبيعية، والتراكيب الأوروغرافية والهيدروغرافية، والتدخلات البشرية، والمباني، والبنى التحتية، والاكتشافات الأثرية، هي «مصادر مادية توضح الاستخدامات وأشكال الاستيطان في الماضي. الأوصاف الأدبية، الصور الفنية، شهادات رسم الخرائط، هي مصادر شفهية أو أيقونية قادرة على تقديم معلومات أخرى، تمليها من قبل الموضوع التاريخي الذي أنتجها. يجب أن يجمع مشروع التوليف التأريخي فئات مختلفة من المصادر، في جهد تحقيق متعدد التخصصات».

### مصدر ثانوي
يتضمن هذا النوع من المصادر بشكل عام تقييمات المصادر الأولية.

### مصدر ثالثي
هذا النوع من المصادر عبارة عن فهرس أو دمج نصي للمصادر الأولية والثانوية التي تم نشرها بالفعل.

## روابط خارجية
- ما هي المصادر التاريخية؟ - كلية التاريخ بجامعة كامبريدج